# Albert Hammel
Albert Friedericus Leopoldus Hammel (Kopenhagen, 14 juli 1835 – aldaar, 3 september 1903) was een Deens uitvinder en autobouwer.
Hammel heeft omstreeks 1888 een auto gebouwd, genaamd Hammel, samen met technicus Hans Urban Johansen. Deze auto kreeg bekendheid doordat hij meedeed in de London to Brighton veteran car rally van 1954. De auto zette daarmee het record neer van oudste nog rijdende auto ter wereld.